# 卡伦河三号大坝
卡伦河三号大坝（波斯語：‎），是一座水力发电拱坝，位于伊朗胡齐斯坦省的卡伦河上游，距伊泽市28公里，距沙希德阿巴斯普尔大坝约120公里。

## 概况
卡伦河三号大坝的建设兼具发电和防洪的作用，工程于1999年开工，土建工程于2004年完工。2005年3月第一台机组并网发电，2007年8台机组全部投入运行。

## 坝体结构
大坝属于混凝土双曲拱坝，大坝顶端距离坝基高度为205米，距离河床高度为185米，坝顶长462m、顶厚5.5m，坝基厚度29.5米，坝体混凝土方量130万立方米。。大坝被设计在一个狭窄的河谷中，能够将河水阻挡和蓄存在岩石峡谷之间，形成的水库库容为29.7亿立方米。由于大坝的拱形设计，能够将水库的水压，通过坝体传导，形成向下的压力，从而进一步增强坝基的承受能力。

## 发电
大坝引水发电系统位于右岸，引水洞长551.5米，内径12.6米，开挖直径14米，混凝土衬砌。发电厂房为地下厂房，位于大坝下游500米的右岸山体内，主厂房长250米，高48米，宽25米。电站有8台单机容量为285瓦特（382,000匹馬力）的法兰西斯式水轮机组，由中国哈尔滨电机厂生产，总装机容量2,280瓦特（3,060,000匹馬力），年均发电能力为4,137吉瓦特·小時（14,890焦耳） 。在用电高峰时，大坝的发电机组所产生的电能，能够供应到伊朗国家电网系统，从而缓解缺电情况。